# Серняєв Володимир Анатолійович
Володимир Анатолійович Серняєв (нар. 21 березня 1950) — радянський хокеїст, нападник.
Вихованець пензенської хокейної школи. Виступав за місцевий «Дизеліст», «Динамо» (Київ), «Динамо» (Рига) і «Латвіяс Берз» (Рига).
За киян грав протягом двох сезонів. Найкращий бомбардир команди в чемпіонаті 1970/71 — 29 закинутих шайб.
Переможець першої ліги і найкращий бомбардир турніру у складі ризького «Динамо» (1972/73). У вищій лізі за сім сезонів провів 258 матчів, закинув 96 шайб, зробив 45 результативних передач.
Молодший на рік брат Олександр — другий за результативністю гравець в історії пензенського «Дизеліста» (424 голи).
| Сезон   | Команда               | Д-1 | Д-1 | Д-1 | Д-2 | Д-2 | Д-3 | Д-3 |
| Сезон   | Команда               | І   | Г   | П   | І   | Г   | І   | Г   |
| ------- | --------------------- | --- | --- | --- | --- | --- | --- | --- |
| 1968/69 | «Дизеліст»            | —   | —   | —   |     | 18  | —   | —   |
| 1969/70 | «Динамо» (Київ)       | 43  | 12  | 3   | —   | —   | —   | —   |
| 1970/71 | «Динамо» (Київ)       | —   | —   | —   |     | 29  | —   | —   |
| 1971/72 | «Динамо» (Рига)       | —   | —   | —   |     | 34  | —   | —   |
| 1972/73 | «Динамо» (Рига)       | —   | —   | —   |     | 44  | —   | —   |
| 1973/74 | «Динамо» (Рига)       | 31  | 15  | 6   | —   | —   | —   | —   |
| 1974/75 | «Динамо» (Рига)       | 34  | 19  | 5   | —   | —   | —   | —   |
| 1975/76 | «Динамо» (Рига)       | 36  | 13  | 8   | —   | —   | —   | —   |
| 1976/77 | «Динамо» (Рига)       | 36  | 8   | 7   | —   | —   | —   | —   |
| 1977/78 | «Динамо» (Рига)       | 36  | 14  | 7   | —   | —   | —   | —   |
| 1978/79 | «Динамо» (Рига)       | 42  | 15  | 9   | —   | —   | —   | —   |
| 1979/80 | «Латвіяс Берз» (Рига) | —   | —   | —   |     | 39  | —   | —   |
| 1980/81 | «Латвіяс Берз» (Рига) | —   | —   | —   | —   | —   |     | 19  |
| Усього  | Усього                | 258 | 96  | 45  |     | 164 |     | 19  |